# تشدیدگر مارپیچی

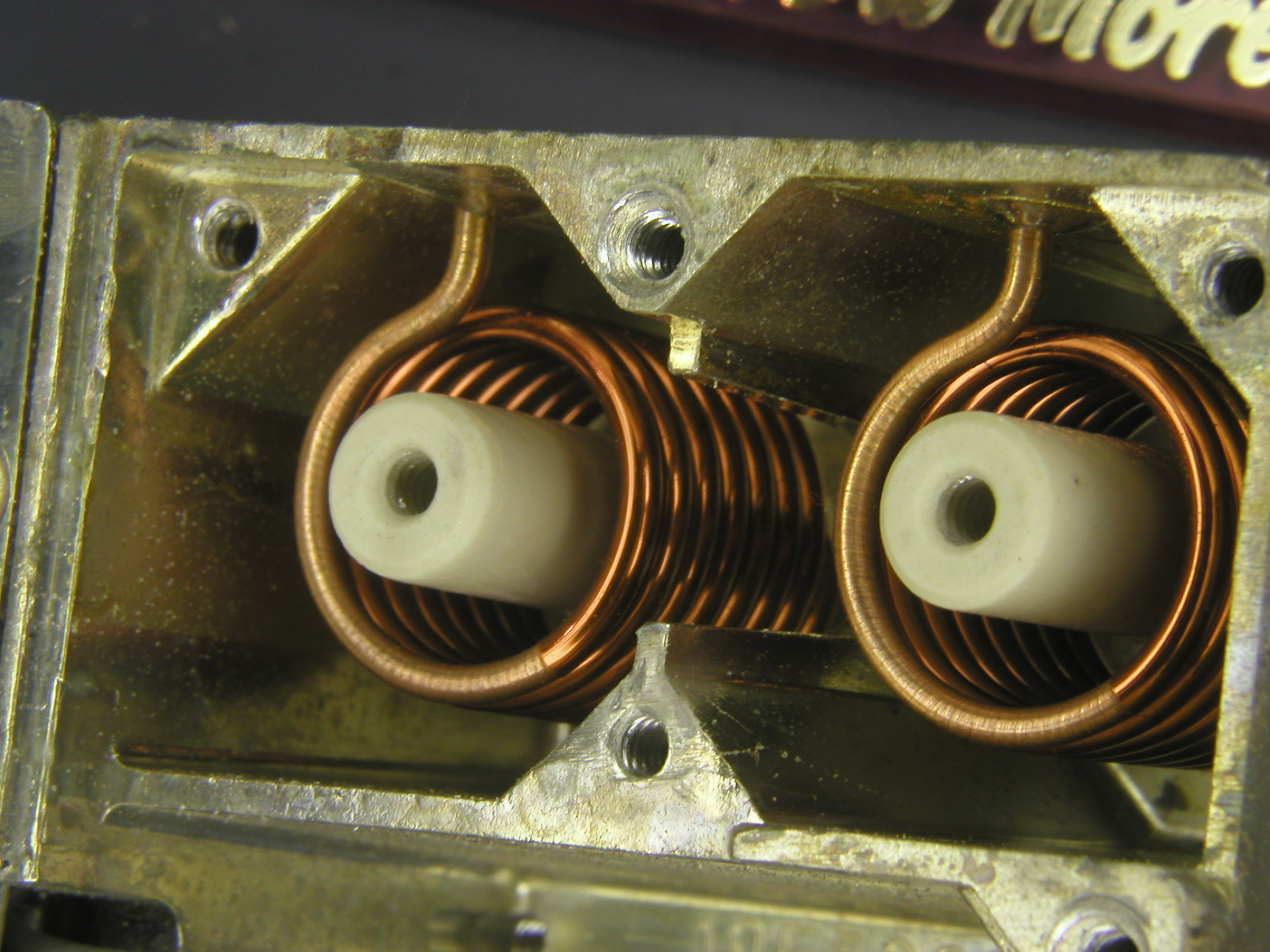
یک فیلتر تشدیدگر مارپیچی برای تزریق نوسان‌ساز محلی یک گیرنده VHF. نمای از پایین (انتهای کوتاه‌شده) تشدیدگرها است. بردهای نوسان‌ساز محلی و تقویت‌کننده RF به پایین مجموعه متصل می‌شوند و دارای حلقه‌هایی هستند که به تشدیدگرها تزویج می‌شوند و به ترتیب درگاه‌های ورودی و خروجی فیلتر را تشکیل می‌دهند.

تشدیدگر مارپیچی (به انگلیسی: helical resonator) یک قطعه الکتریکی غیرفعال است که می‌تواند به عنوان تشدیدگر فیلتر استفاده شود. از نظر فیزیکی، تشدیدگر مارپیچی یک مارپیچ سیمی است که توسط یک شیلد رسانای مربع یا استوانه‌ای احاطه‌شده است. یک سر مارپیچ به شیلد متصل است و سر دیگر آن بازمانده است. این افزاره مانند یک تشدیدگر کواکسیال کار می‌کند، اما بسیار کوتاهتر است زیرا رسانای داخلی مارپیچ‌وار سرعت انتشار موج را کاهش می‌دهد.
مانند تشدیدگرهای کاواک، تشدیدگرهای مارپیچی می‌توانند ضریب Q را در بیش از ۱۰۰۰ به‌دست آورند. این به این دلیل است که در فرکانس‌های بالا، اثر پوستی منجر به جاری‌سازی بیشتر جریان روی سطح مارپیچ و شیلد می‌شود. آبکاری دیواره‌های شیلد و مارپیچ با مواد رسانندگی بالا، Q را فراتر از مس خالی افزایش می‌دهد.
طول سیم یک چهارم طول موج مورد نظر است. مارپیچ یک سیم‌پیچ فضایی است، فاصله بین دُورها برابر با قطر سیم است. اگر انتهای باز مارپیچ به درپوش انتهایی شیلد فلزی نزدیک باشد، به دلیل ظرفیت‌خازنی بین رسانا و شیلد، طول تا حدودی کاهش می‌یابد.
تزویج به تشدیدگر را می‌توان با یک سیم انشعاب که به مارپیچ در فاصله ای از انتهای کوتاه شده لحیم شده است، به دست آورد. امپدانس ورودی با فاصله از انتهای کوتاه شده توسط ترانسفورماتور امپدانس تغییر می‌کند. نقطه انشعاب برای دستیابی به تطبیق امپدانس با مدار متصل‌شده انتخاب می‌شود. تیون‌سازی تشدیدگر ممکن است با قراردادن یک پیچ در محور مرکزی مارپیچ‌وار حاصل شود. سایر وسایل تزویج ورودی و خروجی مورد استفاده عبارتند از تزویج‌سازی حلقه سیمی به میدان مغناطیسی نزدیک انتهای کوتاه یا یک کاوَند که به صورت خازنی نزدیک انتهای باز تزویج می‌شود. تزویج بین تشدیدگرها در یک فیلتر چندتشدیدگر اغلب به سادگی با دریچه در شیلد بین آنها حاصل می‌شود.
تشدیدگرهای مارپیچی برای فرکانس‌های UHF از ۶۰۰ مگاهرتز تا ۱۵۰۰ مگاهرتز به خوبی مناسب هستند.

## معادلات طراحی
{\displaystyle Q=35.9\cdot d\cdot {\sqrt {f}}}
{\displaystyle Z_{o}={\frac {136190}{d\cdot f}}}
{\displaystyle h=1.5\cdot d}
- Q - ضریب کیفیت (بدون‌بُعد)
- {\displaystyle Z_{o}} - امپدانس مشخصه تشدیدگر (اهم)
- d - میانگین قطر مارپیچ (سانتی‌متر)
- h - ارتفاع مارپیچ (سانتی‌متر)
- f - فرکانس (MHz)

(بلاتنبرگر، ۱۹۸۹)